# Caccobius aterrimus
Caccobius aterrimus är en skalbaggsart som beskrevs av Johan Christian Fabricius 1798. Caccobius aterrimus ingår i släktet Caccobius och familjen bladhorningar. Inga underarter finns listade.